# マーダー・ミステリー2
『マーダー・ミステリー2』（Murder Mystery 2）は、2023年のアメリカ合衆国のミステリーコメディ映画。監督はジェレミー・ガレリック、脚本はジェームズ・ヴァンダービルト。出演はアダム・サンドラー、ジェニファー・アニストン、マーク・ストロング、メラニー・ロラン、ジョディ・ターナー＝スミス、ジョン・カニ他。
『マーダー・ミステリー』（2019年）の続編。
2023年3月31日にNetflixで配信開始された。1作目と同様に、批評家からは賛否両論の評価を受けた。

## キャスト
※括弧内は日本語吹替
- ニック・スピッツ: アダム・サンドラー（森川智之） - ニューヨーク市警官でオードリーの夫。結婚15周年目。
- オードリー・スピッツ: ジェニファー・アニストン（佐々木優子） - ニックの妻。美容師。殺人ミステリー小説愛好家。
- マハラジャ・ヴィクラム・ゴヴィンダン: アディール・アクタル（英語版）（新田英人）
- フランシスコ・ペレス: エンリケ・アルセ（英語版）（内田直哉）
- コナー・ミラー: マーク・ストロング（谷昌樹）
- クローデット・ジュベール: メラニー・ロラン（田中理恵）
- ヘレン: ジョディ・ターナー＝スミス（英語版）（鷄冠井美智子）
- イマーニ: ズリン・ビヤヌエバ（金田愛）
- サイラ: クフー・ヴェルマ（朝井彩加）
- チャールズ・ウレンガ大佐: ジョン・カニ（英語版）（石原辰己） - ナミビア国防軍の大佐。
- ドラクロワ警部補: ダニー・ブーン（松山鷹志） - モナコ警察の警部補。
- スーザン: ジリアン・ベル（山口協佳）
- ロン・シルバーフォックス: トニー・ゴールドウィン（加藤亮夫）
- シルバーフォックス夫人: アニー・マモロ
- ミスター・ルー: ミョー・レオン
- ヘリコプターのパイロット: カルロス・ポンセ（菊池康弘）

- 日本語吹替版その他出演：須川晶紀、真瑳士、樋山雄作、柳生拓哉、アナンド雪、酒元信行

（前作からの流用 ライブラリ出演）
東地宏樹、甲斐田裕子、福原綾香、豊田茂、ボルケーノ太田
- 日本語吹替版制作スタッフ 演出：藤本直樹、翻訳：池田美紀、調整：北浦祥子、録音：上田和明、スタジオ：ACスタジオ、制作進行：林宏美、制作：ACクリエイト

## 公開
『マーダーミステリー2』は2023年3月31日にNetflixで配信開始された。90か国以上でNetflixのトップ10にランクインした。
本作は公開から2023年6月までに合計1億7360万時間視聴され、1億1700万回再生された。

## 制作

### 企画
2019年10月、アダム・サンドラーとジェニファー・アニストンが再び主演を務める『マーダー・ミステリー』の続編が企画中であることが発表された。2021年8月、ジェームズ・ヴァンダービルトの脚本に基づき、ジェレミー・ガレリックが監督に就任し、続編の撮影はパリとカリブ海で行われる。サンドラーとアニストンは、2021年9月のTudumグローバルファンイベントで復帰を発表した。
2022年1月、アディール・アクタルとジョン・カニが前作から続投し、マーク・ストロング、メラニー・ロラン、ジョディ・ターナー＝スミス、クフー・ヴェルマ、エンリケ・アルセ、トニー・ゴールドウィン、アニー・ムモロ、ズリン・ビジャヌエバが出演すると報じられた。

### 撮影
主要撮影は2022年1月にハワイで始まり、2022年4月8日にフランスのパリで終了した。
映画のためにエッフェル塔の上から3階までが再現されたが、いくつかのスタントは実際に塔の上で撮影された。インドの結婚式のダンスシーンはパリで撮影され、マヒナ・カナムが振付を担当した。